# Jonathan D. Cohen
Jonathan D. Cohen (* 5. Oktober 1955 in New York City) ist ein US-amerikanischer Psychologe und Neurowissenschaftler.
Cohen ist Robert Bendheim and Lynn Bendheim Thoman Professor in Neuroscience und Professor für Psychologie an der Princeton University. In Princeton ist er auch Gründungs-Ko-Direktor (zusammen mit David Tank) des Princeton Neuroscience Institute.
1990 wurde er mit der Dissertation Attention and the processing of context: A parallel distributed processing approach to normal and disordered cognition bei James L. McClelland an der Carnegie Mellon University promoviert.
Cohen ist ein Experte auf dem Gebiet der Bildgebenden Verfahren und spielte eine maßgebliche Rolle bei der Etablierung der Funktionellen Magnetresonanztomographie (fMRT, fMRI) in der Hirnforschung.

## Auszeichnungen
- 1994: Joseph Zubin Memorial Fund Award
- 2022: Mitglied der American Academy of Arts and Sciences

## Schriften (Auswahl)
- Cohen, Jonathan D., Kevin Dunbar, and James L. McClelland: On the control of automatic processes: a parallel distributed processing account of the Stroop effect. Psychological review 97.3 (1990): 332.
- Miller, Earl K., and Jonathan D. Cohen: An integrative theory of prefrontal cortex function. Annual review of neuroscience 24.1 (2001): 167–202.
- Rilling JK, Sanfey AG, Aronson JA, Nystrom LE, Cohen JD: The neural correlates of theory of mind within interpersonal interactions. Neuroimage. 2004 Aug;22(4):1694-703. doi:10.1016/j.neuroimage.2004.04.015.
- McClure, S. M., Laibson, D. I., Loewenstein, G., & Cohen, J. D. (2004): Separate neural systems value immediate and delayed monetary rewards. Science, 306(5695), 503–507.